# Zsolt Varga
Zsolt Varga (né le 9 mars 1972 à Budapest) est un joueur de water-polo hongrois, qui remporte avec sa sélection le titre olympique lors des Jeux olympiques de 2000 à Sydney.